# Roman Sitko
Roman Sitko (ur. 30 marca 1880 w Czarnej Sędziszowskiej, zm. 12 października 1942 w Auschwitz-Birkenau) – polski duchowny katolicki, błogosławiony Kościoła katolickiego.

## Życiorys
Był jednym z ośmiorga dzieci Wawrzyńca i Marii Borys. Po śmierci matki (1886) i ślubie ojca z wdową Ludwiną Porzuczek od 1889 roku wychowywał się w Kamionce. Do szkoły powszechnej uczęszczał w Czarnej i w Sędziszowie Małopolskim.
Ukończył gimnazjum im. ks. Stanisława Konarskiego w Rzeszowie, a po egzaminie maturalnym w 1900 roku wstąpił do Seminarium Duchownego w Tarnowie. Święcenia kapłańskie otrzymał 29 czerwca 1904 r. z rąk bpa Leona Wałęgi.
W lipcu 1904 roku został kapelanem biskupim oraz prefektem Małego Seminarium. W latach 1907–1921 przebywał w Mielcu. W tym czasie był katechetą w miejscowym C. K. Gimnazjum, przyczynił się do wniesienia przyzakładowej bursy, której był kierownikiem. Prace budowlane trwały od wiosny 1911 do jesieni 1912 (bursa stanowi część kompleksu Zespołu Szkół Ekonomicznych im. bł. ks. Romana Sitki w Mielcu).
Roman Sitko był sekretarzem Tarnowskiego Koła Teologicznego, współredaktorem i wydawcą pisma „Dobry Pasterz”. W Tarnowie pełnił także obowiązki katechety. W 1922 roku mianowany został kanclerzem Kurii Biskupiej w Tarnowie, a w 1936 został rektorem Seminarium, gdzie uprzednio studiował.W 1935 r. zainicjował budowę kościoła na Grabówce w Tarnowie i stanął na czele Komitetu Budowy. We wrześniu 1941 r. ten budynek, jeszcze w stanie surowym, został przejęty na potrzeby armii okupanta. Po wybuchu II wojny światowej prowadził (z przerwami) nauczanie alumnów. 22 maja 1941 w Błoniu koło Tarnowa Gestapo dokonało jego aresztowania. Wraz z rektorem aresztowano 19 alumnów I roku oraz dwóch przełożonych. 27 sierpnia 1942 r. został przywieziony do niemieckiego obozu koncentracyjnego Auschwitz-Birkenau. Zarejestrowany został jako numer 61908. Zamordowany przez obozowego nadzorcę.

## Ordery i odznaczenia
- Krzyż Jubileuszowy dla Cywilnych Funkcjonariuszów Państwowych (Austro-Węgry)[4]
- Krzyż Kawalerski Orderu Odrodzenia Polski (11 listopada 1936)[5][6]
- Krzyż Oficerski Orderu Odrodzenia Polski (pośmiertnie, 17 czerwca 1950)[7][6]

## Upamiętnienie
W 1970 na ścianie pod chórem muzycznym w kościele w Tarnowie, którego był inicjatorem budowy, wmurowano tablicę pamiątkową z płaskorzeźbą twarzy Romana Sitki i okolicznościowym napisem, według projektu Bogdany Ligęzy-Drwal, a profesor Czesław Lenczowski namalował do wnętrza budynku obraz rektora Sitki, posiłkując się fotografiami wykonanymi w Zakładzie Fotograficznym Mroczkowskich przy ulicy Kaczkowskiego w Tarnowie.
Na początku 1998 proces beatyfikacyjny na terenie diecezji podjął biskup Wiktor Skworc. Ks. Roman Sitko został beatyfikowany przez papieża Jana Pawła II w Warszawie 13 czerwca 1999 w grupie 108 polskich męczenników.
Na terenie Sanktuarium Matki Bożej Pocieszenia w Pasierbcu postać Romana Sitko upamiętniono rzeźbą (stacja IX Drogi Krzyżowej).
Od 2006 ks. Roman Sitko jest patronem Zespołu Szkół Ekonomicznych w Mielcu, który mieści się m.in. w budynku bursy uczniowskiej wybudowanej przez ks. Sitkę.
W latach 2013–2014 nakręcono pierwszy film dokumentalno-fabularyzowany na jego temat. Ksiądz Roman Sitko. Bohater z wiary jest pracą niezależnego reżysera Dawida Szpary. 6 listopada 2014 r. premierę filmu gościły Lusławice – Europejskie Centrum Muzyki Krzysztofa Pendereckiego.
W 2020 r. TVP3 Rzeszów przygotowała film dokumentalny Miłość większa niż śmierć. Ks. Roman Sitko w reżyserii ks. Józefa Brzostowskiego. Premierowa emisja miała miejsce w sobotę 17 października 2020.